# Aylar Lie
Aylar Lie, ursprungligen Sharareh Dianati (persiska: آیلار دیانتی), född 12 februari 1984 i Teheran, Iran, är en norsk fotomodell, dokusåpadeltagare och porrstjärna.
Lie flyttade till Norge vid två års ålder. Hon medverkade i Big Brother Sverige vs Norge (2005) och deltog även i tävlingen Fröken Norge. Hon blev emellertid diskvalificerad efter att det framkommit att hon året innan medverkat i pornografisk film.
År 2007 medverkade Lie i en musikvideo av Basshunter. Hon var även med i den engelskspråkiga versionen av Boten Anna, Musikvideon till All I Ever Wanted, Angel in the Night och i musikvideon till I Miss You (all fyra låtarna producerade och skrivna av Basshunter och inspelade på skivbolaget Hard2Beat.

## Filmografi
- 2012: Basshunter - Northern Light - musikvideo
- 2009: Yohan - barnfilm som har premiär 4 september 2009
- 2009: Basshunter - Jingle Bells - musikvideo
- 2009: Basshunter - I Promised Myself - musikvideo
- 2009: Basshunter - Every Morning - musikvideo
- 2008: Basshunter - I Miss You - musikvideo
- 2008: Basshunter - Angel in the Night - musikvideo
- 2008: Basshunter - All I Ever Wanted - musikvideo
- 2007: Basshunter - Now You're Gone - musikvideo
- 2007: Dådyr
- 2003: Cum Dumpsters 3 - pornografisk film av Redlight District
- 2002: Throat Gaggers 3 - pornografisk film av Redlight District
- 2002: Pink Pussycats - pornografisk film av West Coast - utgiven 2005 i Norge och Sverige under titeln Norsk Porrchock!
- 2002: Breakin' Em In 3 - pornografisk film av Redlight District
- 2002: Brand New! - pornografisk film av Redlight District
- 2002: 18 And Nasty Interracial 2 - pornografisk film av Devil's Films
- 2002: Just Over 18 5 - pornografisk film av Redlight District
- 2002: Little White Chicks... Big Black Monster Dicks 17 - pornografisk film av Jake Steed Productions